# Holy Dragons
Holy Dragons (дословно «Святые Драконы») — метал-группа, созданная в 1992 году в Алма-Ате, Казахстан (По информации официального сайта группы, первоначальное название группы Axcess было изменено на современное название в 1997 году).
С момента основания и по сей день основным ориентиром для группы является такое направление в музыке, как хеви-метал, группа придерживается стилистики восьмидесятых годов двадцатого века.
Кроме того, в творчестве коллектива можно проследить влияние и выявить составляющие таких стилей, как speed metal, power metal, hard rock, techno thrash и некоторых других направлений.
Первый полноценный альбом был записан группой в 1998-ом году (Dragon Steel). С 2003 года группа сотрудничает с российским звукозаписывающим лейблом Metalism Records. Альбом «Сумерки Богов» (каталожный номер MR 1103-01) был первым диском, изданным Metalism Records, некоторые альбомы были выпущены совместно со Студией Союз, Metal Agen, Sound Age и др.
В 2009 году группа выпустила очередной альбом «Железный Рассудок» в формате бесплатно-распространяемого интернет-релиза. В данный момент группа сотрудничает с независимым лейблом Pitch Black Records, базирующимся на Кипре.

## История группы

### Создание
Датой создания группы считается 11 сентября 1992 года, когда гитарист, известный как Юрген Сандерсон (Jurgen Thunderson), ранее игравший в местной группе King Speed, собрал первый работоспособный состав совместно с вокалистом Олегом «Хольгером» Комаровым, принимавшим на тот момент участие в алма-атинской группе «Акцент», с целью исполнения музыки в стилях hard rock и heavy metal.
В то время группа носила название Axcess, которое было изменено на современное в 1997 году. Участниками первого состава также стали Булат Садвакасов — лид-гитара, Марат Садвакасов — ударные и Роман «Африка» Кубашев (бас-гитара). Под этим названием группа записывает многочисленные кассетные демо, которые распространяются главным образом путём переписывания друзьям и знакомым — с магнитофона на магнитофон. Axcess — «In Magic Kingdom» (1992), Axcess (pre-Holy Dragons) — «Прыгни в Ад!» (1992), Axcess (pre-Holy Dragons) — «Дубовые Мозги» (1993) — большая часть песен из этих ранних демо позже вошла в «номерные» альбомы группы.

### Годы «Axcess» (1992—1995)
Постепенно меняется и состав — на смену Кубашеву, собравшему собственный регги-проект «Люди Солнца», приходит бас-гитарист Денис Козлов, играющий так же на электрооргане. К середине 1993 года существующий коллектив разваливается. Юрген продолжает свою музыкальную деятельность в составе группы «Изверг», игравшей на тот момент дэт-метал, а также в блюз-роковом Benn Gunn Band, а Хольгер находит себе применение в хеви-метал-группе «Цербер», где, впрочем, его участие было фрагментарным, и занимается собственной группой «Проект Менестрель».
В 1994 году группа собирается вновь, с новыми рекрутами в составе (Вениамин Половинко — бас-гитара и Славик Грищенко — ударные (экс-Benn Gunn Band), через два месяца после начала репетиций к группе присоединяется Олег «Хольгер» Комаров. Этим составом записывается репетиционное демо Axcess — «Геноцид», которое включает в себя пять треков. После последующих за записью демо концертных выступлений и участии в локальных рок-фестивалях на рубеже 1994 и 1995 года группа распадается. Юрген продолжает деятельность в составе проекта Heder, Хольгер уходит в «Проект Фигаро», Грищенко и Половинко — в Benn Gunn Band и Deathrack соответственно.

### Реформация (1995—1997)
К середине 1995 года Юрген решает реанимировать группу под другим названием. Заручившись поддержкой гитаристки, известной под псевдонимом Крис «Торхейм» Кейн (экс-GB-5, Lamia), вновь образованная группа ищет новых участников, равно как и поддержку бывших участников группы. Кратковременно в новом составе участвуют Вениамин Половинко, Лекмар, на короткое время появляется Хольгер (чтобы пропасть на несколько лет), множество сессионных барабанщиков и других участников группы. В составе «дуэта» в 1996 году записывается демо Halloween Night, в которое входит 8 песен.
К 1997 году частично стабилизируется состав (в группу приходят Андерс «Кабан» Крафт — вокал (экс-Beermaht, Holy Inquisition (kz)), Марина «Джилл Шеффилд», бас-гитара (экс-Lamia, GB-5, Green Low), группа становится известна как Holy Dragons, записывая первые студийные записи и концертные выступления под этим названием, первоначально с драм-машинами и сессионными ударниками (чуть позже к группе присоединяется барабанщик, известный под псевдонимом Сэм). Этим составом группой записывается первый номерной альбом в первоначальном варианте — Dragon Steel (Ранняя версия альбома, с вокалом Андерсом Крафтом), который издаётся в Казахстане фирмой «Студия Ирис» в формате компакт-кассеты. На запись альбома уходит всего 28 часов студийного времени. В качестве промоакции группа презентует наиболее удачные треки с альбома в виде сингла Wild Cat.

### Англоязычный «классический» состав (1998—2001)
Тем временем, в составе опять происходят изменения — приходит и уходит клавишник Константин Баев, вокалист Андерс «Кабан» Крафт уходит в Tornado (kz) (позже — Seduser Embrace как бас-гитарист), во время поисков вокалиста через группу проходит достаточное количество народа, как Татьяна «Глюк» Гемашева и другие. Несмотря на «лихорадку» с составом, группа записывает демо Knights of the Kamelot с вокалом Юргена, многие песни с которого впоследствии были перезаписаны на альбомах «Полуночный Гром» и «Судный День». Вскоре после окончания записи, группу покидает Марина «Джилл Шеффилд», и к середине с середины июля 1998 года на место ушедших приходят Дэн «Трон» Чудаков — вокал (экс-Вук) и Дмитрий «Стивен Дрейко» — бас-гитара (экс-Вук). Группа перезаписывает вокальные линии на Dragon Steel (эта версия альбома вошла в кассетную компиляцию The Best, изданную казахстанской фирмой Fair Play в 1999 году. В 2008 году альбом был издан на CD российским лейблом «MetalisM Records»). К концу года к группе присоединяется Алекс — (ударные, экс-Deathrack).
В течение мега-результативного для группы 1999 года группа играет много живых концертах, снимается в телешоу, записывает получасовое живое видео для программы «Город Джаз, Город Блюз», после этого записывая сначала альбом Rock Ballads/Dragon Ballads" — полностью состоящий из баллад в количестве 8 шт., часть вещей из альбома вошла в компиляцию The Best и была издана в качестве бонус-треков к ранним версиям CD- издания «Судного Дня» и Gotterdammerung, а чуть позже — House Of The Winds (англоязычный альбом, в основу которого легли песни сочинения начала 90-х годов. Был издан в 2001 году в составе кассетного бокс-сета Rage Of The Dragon Lords. Позднее, в 2004 году перемастерингованная версия альбома (2004, «Обитель Ветров») с русскоязычным вокалом Хольгера была выпущена на CD российским лейблом MetalisM Records совместно с Союз Music и Metalagen). Все это сочетается с концертами и даже работой «в клубном формате». В том же, 1999 году группа создаёт свой сайт и выкладывает свежайший на тот момент House Of The Winds для свободного скачивания в формате Мп-3.
2000 год ознаменовывается записью очередного англоязычного альбома Thunder in the Night. В этом же году альбом издаёт андерграундное европейское агентством Dragonight в CD и TAPE вариантах, лимитированным тиражом. Позднее, в 2004 году перемастерингованная версия альбома (2004, «Полуночный Гром») с русскоязычным вокалом Хольгера была выпущена на CD российским лейблом MetalisM Records совместно с Союз Music и Metalagen.
Наступивший 2001 для группы становится временем разладов и непонимания. Вместо очередного альбома группа записывает русскоязычный двухпесенный сингл «Странник Звёзд» и частично англоязычное четырёхпесенное демо Warlock, которое становится последней работой Дэна в качестве вокалиста группы. Несмотря на локальный успех вышедшей в этом же году кассетной компиляции Rage Of The Dragon Lords выпущенной казахстанской фирмой Fair Play, которая представляла собой бокс-сет с полностью вошедшими альбомами альбомы House Of The Winds, Thunder In The Night и сингл «Странник Звёзд», развал группы было уже не остановить. 22 декабря 2001 года Дэн «Трон» Чудаков и Дмитрий «Стивен Дрейко» покидают группу. Кратковременно Юрген становится к микрофонной стойке, а на бас-гитару приходит Муха «Флай» (бас гитара, бэк-вокал, экс- Iron Cross (kz)) — но это не спасает ситуацию.

### Русскоязычный состав. «Годы Комарова» (2002—2009)
Вскоре Муха «Флай» покидает состав группы. Весь 2002 год оставшийся костяк состава занят работой над материалами следующего альбома. Для этой работы перезаписываются треки, входившие в демо Halloween Night, Knights of the Kamelot, Warlock, и некоторое количество нового материала. К концу лета состав пополняется новым бас-гитаристом (Крис «Кузьмич» «Ларссон» (параллельно Black Fox) и новым-старым вокалистом Олегом «Хольгером» Комаровым. Первая репетиция нового состава проходит 16 сентября, а уже спустя месяц группа отправляет материалы альбома на только что образованный московский лейбл «MetalisM Records», который принимает решение о выпуске альбома, совместно с «гигантом» музыкальной индустрии «Союз-Music». В 2003 году CD появляется на прилавках, а в 2006 году выходит второе издание этого альбома с новым оформлением, пересведённое и ремастерингованное, с 20-ти страничным буклетом.
Группа продолжает работу. Вовсю идёт работа как над русскоязычными версиями старого материала, так и над новыми песнями. В самом начале 2003 года происходит «рокировка» барабанщиков, и в группу приходит Юрий Морев (параллельно Phoenix" (kz)). Группа записывает альбом с оригинальным названием Gotterdammerung (известен так же под названием «Сумерки Богов», которое было «переводом» названия по собственной инициативе лейбла без ведома группы). Альбом выходит в свет в том же году на российском лейблом «MetalisM Records» совместно с «Союз Music» в CD-формате. В 2005 году было выпущено ремастерингованное переиздание альбома с новым оформлением и 20-ти страничным буклетом. Работа продолжается. В том же, 2003 году записывается три англоязычных варианта песен с альбома Gotterdammerung — которые формируют демо под названием Blood Of Elves, но в связи с реакцией англоязычной публики на тяжёлый акцент Хольгера, это направление деятельности замораживается. В том же году группа принимает участие в первом в Казахстане CD- сборнике, посвящённом локальной рок- сцене — «Underground KZ», pt.1 — 2003 с песнями «Кровь Эльфов» и «Сумерки Богов».
В 2004 году «MetalisM Records» совместно с «Союз Music» и «Metalagen» издаёт целых два CD группы — «Обитель Ветров» и «Полуночный Гром» — русскоязычные версии альбомов 1999 и 2000 годов — House Of The Winds и Thunder in the Night соответственно. Группа начинает запись следующего альбома, но, несмотря на активную как студийную, так и концертную работу, пусть и на региональном уровне, 28 октября 2004 года группу покидают Ларссон и Морев.
2005 год ознаменован для группы неконцертым статусом и выходом альбома «Волки Одина» (издан российским лейблом MetalisM Records) в стилистике спид-метала 80-х. Полноценный состав будет обретён только в 2006 году, когда в составе группы появятся Антон Репало и Андрей Евсеенко (оба — экс-«Отражение»). В том же году на «MetalisM Records» выходит очередной альбом группы «Восход Чёрной Луны», являющийся концептуальным. Песня «Тенгри» из этого альбома вошла в сборник журнала «Салон АВ» — «ОГНИВО: Russian Metal Hits». Группа записывает совместное демо на песню «Волки Одина» (Volves Of Odin) c вокалистом шведской группы VII Gates Криссом Блекбурном (Kriss Blackburn). Весь следующий год группа занята записью альбома «Лабиринт Иллюзий», который выходит в 2007 году традиционно на «MetalisM Records», на этот раз — совместно с Sound Age Rec.
7 января 2009 года очередной альбом группы «Железный Рассудок» выходит в начале в виде бесплатного интернет-релиза, а чуть позже — 20 Апреля 2009 года — в формате CD на лейбле «Метализм Рекордз». Вскоре группу покидает бас гитарист Андрей Евсеенко, а к концу года группу покидает и вокалист Хольгер Комаров, который в настоящее время занят своим one-man-проектом «ОКО/РОКОЛО».

### Виртуальная группа (2009—2012). Project Holy Dragons (2009—2011).
После ухода Хольгера группа переходит в формат студийного проекта. Группа возвращается к англоязычному формату. В качестве вокалиста и бас-гитариста группы группы выступает человек, скрывающийся под псевдонимом Zerstörer. Вторую половину 2009 и начало 2010 года идёт активная студийная работа, в результате которой в 2010 году появляются целых два релиза — ZERSTÖRER — The chapters ot the III World War History ghost — концептуальный альбом, посвящённый тайнам холодной войны и ядерного противостояния супердержав, и небольшой альбом Runaway 12. Как бы поддерживая виртуальный статус" группы, оба альбома выходят в виде бесплатных интернет-релизов.
К концу 2010 года к группе в качестве вокалиста присоединяется Ян Бриг (Ian Breeg), известный так же по сотрудничеству с проектом братьев Хольцвардов (Blind Guardian, Rhapsody of Fire) под названием Brutal Godz и группой Hammerforce. (По материалам сайта Mastersland.ru). Весь 2011 год группа занимается перезаписью вокалов на ZERSTÖRER (согласно информации фан-сайта Holy Dragons). Группа убирает из названия слово «Project», возвращаясь к оригинальному названию. Версия с вокалами Яна Брига выходит осенью 2012 года в формате CD на европейском лейбле Pitch Black Records, готовый альбом реализуется через дистро-сеть лейбла Nuclear Blast и других лейблов.
В том же году, закончив с записью инструменталов будущего альбома Dragon Inferno, Юрген записывает сольный электронный инструментальный спейс-рок / эмбиент проект «The Heepnotizer», так же доступный для свободного скачивания.
В первой половине 2012 года к группе присоединяется бас-гитарист Иван «Ганс» Манченко. Активно идёт наработка новой концертной программы, заканчивается работа над записями вокалов на Dragon Inferno (по информации фан-сайта группы). Выпуск уже записанного альбома, намеченный на осень 2013 года, срывается из-за разногласий с Бригом. Бриг покидает группу, группа перезаписывает вокальные дорожки альбома Dragon Inferno с участием приглашённых вокалистов. Вскоре место за микрофонной стойкой на постоянной основе занимает Александр Кулигин, правда, все в том же «виртуальном» формате. Альбом вышел в свет на том же лейбле Pitch Black Records при поддержке других лейблов.

### H-Dragons (2013-)
В 2013 году участники группы презентуют сайд- проект H—Dragons, место за микрофоном в котором занял гитарист группы Юрген Сандерсон. H-DRAGONS изначально ориентирован на русскоязычную аудиторию, онлайн дистрибуцию и бесплатное распространение своих записей. 6 августа H—Dragons презентуют дебютный сингл «Субъективная Реальность» в виде бесплатно-распространяемого интернет-релиза в форматах FLAC и MP3, в 2014 группа выпускает ещё четыре сингла — «Зловещий Дудочник», «Персонажи Проклятого Сна», «Беззубый Волк» и «Пустота» (по информации фан-сайта группы).
В конце 2017 года группа реанимировала проект H-Dragons. Были выпущены синглы «Часовой» и «Навстречу забвению», а в январе 2018 года «Йормунганд, Змей Мировой» и «Чужая Жизнь».

### Состав с Александром Кулигиным (2014—2016)
В октябре 2014 года на кипрской студии Pitch Black Records выходит тринадцатый по счёту номерной альбом группы, получивший название «Dragon Inferno». В этом альбоме группа сделала ставку на эксперименты с вокалом—помимо основного вокалиста Александра Кулигина, в записи альбома принимали Сергей Зубков и Артём Рябовол. В альбоме 11 треков, четыре из которых увидели свет на синглах Majestic 12 и Three Ways of Genocide в 2012 году ещё с вокалом Яна Брига.
В 2014 году альбому «Dragon Inferno» была присуждена награда «Альбом года (Казахстан)» в конкурсе, проводимом метал порталом «Global Metal Apocalypse» а также песня группы «Восход Чёрной Луны» вошла в компиляцию «Global Metal Apocalypse compilation GMA HQ 2014» , выпущенную этим сайтом. В конкурсе участвовали представители 110 стран мира.
В 2015 году (в формате свободно-распространяемого интернет-издания) увидел свет пяти-песенный EP «Dragon Inferno Outtakes», включающий в себя отбракованные версии песен альбома «Dragon Inferno».
В конце 2015 года группа принимает участие в проекте проект портала Mastersland.com и писателя-фантаста Валентина Леженды (соавтора популярных книжных серий «S.T.A.L.K.E.R.», «Метро-2033» и «Обитаемый остров») — Russian-language tribute to Helloween, представляя кавер-версию песни группы Helloween — Ride The Sky (в русскоязычной версии — «В Небеса»). 31 Октября 2015 года трек выходит также в виде свободно- распространяемого сингла, включающего в себя русскоязычную и англоязычную версии песни. В начале 2016 года Holy Dragons «открывают» русскоязычный трибьют Rage, так же являющийся проектом портала Mastersland.com и писателя Валентина Леженды.
15 Апреля 2016 года, в результате сотрудничества в Pitch Black Records, группа выпускает новый альбом, получивший название «Civilizator». Релиз выходит в формате CD и электронной дистрибуции. Чуть позже, группа записывает новую версию песни «Призрачный Шабаш» с альбома 2005 года «Волки Одина» в англоязычном варианте и выпкскает её в виде интернет- сингла «Illusory Sabbath». Этот трек становится последней песней, записанной группой в коллаборации с Кулигиным.

### Крис Кейн (Тора Торхейм) как играющий вокалист группы (2015—)
Гитаристка группы Крис Кейн дебютировала в качестве вокалиста с на живых выступлениях группы в апреле 2015 года. Александр Кулигин, который никогда не выступал в качестве фронтмена группы вживую, тихо покинул группу после выхода «Civilizator». Осенью 2018 года группа закончила запись нового альбома с вокалом Крис, который был выпущен студией Pitch Black Records 20 Сентября 2019 года. Альбом, получивший название «Unholy and Saints» состоит из 14 композиций.
В связи с переездом барабанщика группы Антона «Деймоса» Репало с весны 2019 года место за барабанами на живых выступлениях занимает Забир Шамсутдинов, известный по участию в начале 90-х годов в локальной группе «Allons». Антон Репало официально остаётся в составе группы.
Группа продолжает сотрудничать с кавер-проектами Валентина Леженды, русско-язычная кавер-версия на песню Rage «Sent by the Devil», пересведеная с перезаписанным Юргеном вокалом (Юрген так же берёт на себя обязанности второго вокалиста группы) издаётся на компакт диске «Russian-language Tribute to Rage». По словам менеджмента трибьюта, проект был прослушан и одобрен менеджментом группы RAGE, менеджмент этой группы (совместно с музыкантами RAGE) выбрали лучшие кавера для издания на диске, который был издан силами.российского метал-лейбла «Metalism Records» и его подразделения «Sublimity Records». Менеджмент группы RAGE также решили поменять обложку проекта (посчитав прежнюю не отвечающей стилю обложек свойственных группе RAGE). Кроме того было изменено и лого группы на более позднее (соответствующее текущему периоду RAGE).
В августе 2019 года Holy Dragons записывают ещё один кавер для проекта Леженды — на этот раз это русскоязычная версия песни «Hangar 18» для готовящегося трибьюта группы «Megadeth».
1 июля 2022 года выходит второй альбом с вокалом Крис. Этот альбом становится пятым альбомом группы на Pitch Black Records и получает название "Jörmungandr — The Serpent of the World". Основной тематикой альбома служит скандинавская мифология, в то же время альбом не является концептуальным.
16 января 2024 года выходит альбом "Fortress", выход которого предваряют несколько синглов. Осенью того же года группа выпускает два EP, основанных на русифицированных версиях песен из "Fortress" - "Тени ангелов" и "Ветер крепчай".
15 октября 2024 года Holy Dragons получили сертификат победителя "за лучшую песенную лирику" с песней "No Wind of Change" на 12-м инди-фестиваль видео и фильмов "Club Pavlos Paraschakis Greece  2024"

## Участники
Состав:
- Крис «Торхейм» Кейн (Chris «Thorheim» Caine) — гитара, лид-вокал;
- Юрген Сандерсон (Jürgen Thunderson) — гитара, клавишные, вокал;
- Аслан Исмаилов — бас-гитара;

## Бывшие участники
Вокал
- Андерс Крафт (Anders Kraft);
- Татьяна «Глюк» Гемашева
- Ден Трон (Daniel Throne);
- Олег «Хольгер» Комаров (Holger Komaroff)
- The Zerstorer
- Ян Бриг (Дмитрий Яновский)
- Александр Кулигин

Гитара
- Булат Садвакасов;

Клавишные
- Денис Козлов;
- Константин Баев

Бас-гитара
- Роман «Африка» Кубашев;
- Денис Козлов;
- Вениамин Половинко;
- Лекмар;
- Марина «Jill Sheffild» Михайлова
- Стивен Дрейко (Steven Dreico);
- Muha Fly;
- Крис «Кузьмич» Ларсон (Chris Larson);
- Андрей Евсеенко
- The Zerstorer
- Иван «Ганс» Манченко

Ударные
- Марат Садвакасов;
- Слава Грищенко;
- Simon «Sam»;
- Seva «Sabbath»;
- Юрий Морев
- Антон Репало
- Забир Шамсутдинов

## Дискография

### Полноформатные студийные альбомы
- Dragon Steel (альбом) — 1998;
- Dragon´s Ballads (альбом) — 1999;
- House of The Winds (альбом) — 1999;
- Thunder in the Night (альбом) — 2000;
- Судный День (альбом) — 2002;
- Gotterdammerung (Сумерки Богов) (альбом) — 2003;
- Обитель Ветров (альбом) — 2004;
- Полуночный Гром (альбом) — 2004;
- Волки Одина (альбом) — 2005;
- Восход Чёрной Луны (альбом) — 2006;
- Лабиринт Иллюзий (альбом) — 2007;
- Железный рассудок (альбом) — 2009;
- Zerstörer — The Chapters of the III World War (альбом) — 2010;
- Runaway 12 (альбом) — 2010;
- Zerstörer (альбом) — 2012;
- Dragon Inferno (альбом) — 2014;
- Civilizator (альбом) — 2016;
- Unholy and Saints (альбом) — 2019;
- Jörmungandr — The Serpent of the World (альбом) — 2022;
- Fortress (альбом) — 2024;

### Под названием Axcess
- In Magic Kingdom (демо) — 1992;
- Прыгни в Ад! (демо) — 1992;
- Дубовые Мозги (демо) — 1993;
- Геноцид (демо) — 1994;

### Под названием H-Dragons
- H-Dragons — Субъективная Реальность (сингл) — 2013;
- H-Dragons — Зловещий Дудочник (сингл) — 2014;
- H-Dragons — Персонажи Проклятого Сна (сингл) — 2014;
- H-Dragons — Беззубый Волк (сингл) — 2014;
- H-Dragons — Пустота (сингл) — 2014;
- H-Dragons — Часовой (сингл) — 2017;
- H-Dragons — Навстречу забвению (сингл) — 2017;
- H-Dragons — Йормунганд, Змей Мировой (сингл) — 2018;
- H-Dragons — Чужая Жизнь (сингл) — 2018;
- H-Dragons — Будущее это привилегия... Any Questions? (сингл) — 2023;
- H-Dragons — Два ворона (сингл) — 2023;

### Прочие синглы, демо, EP
- Halloween Night (демо) — 1996;
- Enjoy the Storm / Wild Cat (сингл) — 1997;
- Knights of Camelot (EP) — 1998;
- Странник Звёзд (сингл) — 2001;
- Warlock (демо) — 2001;
- Blod Of Elves (демо) — 2003;
- Wolves Of Odin (сингл) — 2005;
- Majestic 12 (сингл) — 2012;
- Three Ways of Genocide (сингл) — 2012;
- Dragon Inferno Outtakes (EP) — 2015;
- Ride the Sky / В Небеса (сингл) — 2015;
- Sent by the Devil / К Нам Послан Дьявол (сингл) — 2016;
- Illusory Sabbath (сингл) — 2016;
- Hangar 18 / Ангар 18 (сингл) — 2019;
- Darkness Beyond the Other Side of Your Eyes (сингл) — 2023;
- The Game of Fate (сингл) — 2023;
- No Wind of Change (сингл) — 2023;
- Vampire Thrill (сингл) — 2023;
- Тени ангелов (EP) — 2024;
- Ветер крепчай (EP) — 2024;
- Ivory Tower (сингл) — 2025;
- Architect of Chaos (сингл) — 2025;

### Компиляции
- The Best (компиляция) — 1999;
- Rage of Dragon Lord (бокс-сет) — 2001;

### Сборники с участием группы
- Underground KZ, pt.1 — 2003 (песни «Кровь Эльфов» и «Сумерки Богов»);
- ОГНИВО: Russian Metal Hits — 2007 (песня «Тенгри»);
- Pitch Black Records: 5 years of metal 2008—2013 (2013, песня «Project A119»);
- Global Metal Apocalypse Сompilation GMA HQ 2014 (песня «Восход Чёрной Луны»);
- Pitch Black Records 2014 Sampler — 2014 (песни «Hollow Man» и «Majestic 12»);
- Russian Helloween Tribute — 2015 (песня «В Небеса / Ride the Sky»);
- Pitch Black Records 2016 Sampler — 2016 (песни «Civilizator» и «Secret Friend»);
- Russian Rage Tribute — 2018 (песня «К Нам Послан Дьявол / Send by the Devil»);
- Pitch Black Records: 10 years of metal 2008—2018 (2018, песня «Hawker Hurricane»);
- Russian Rage Tribute — 2019, CD-версия(песня «К Нам Послан Дьявол / Send by the Devil»);
- Russian Megadeth Tribute — 2019, (песня «Ангар 18 / Hangar 18»);
- Pitch Black Records 2019 Sampler — 2019 (песни «Schweigespirale (The Spiral of Silence)» и «Three Greatest Pigs»).

### Сольные проекты участников
- Heepnotizer (альбом) — 2011;

## Статьи
- «Драконы, но добрые» (Статья в казахстанском издании газеты «Комсомольская правда» от 19 июня 1998 года)
- «Мистерия в стиле рок» (Статья о группе в казахстанском издании газеты «Комсомольская правда» от 29 января 1999 года)